# Saxifraga sect. Mesogyne
Saxifraga sect. Mesogyne es una sección del género Saxifraga. Contiene las siguientes especies:

## Especies
- Saxifraga arctolitoralis Jurtsev & V.V.Petrovsky
- Saxifraga bracteata D.Don
- Saxifraga carpatica Sternb.
- Saxifraga cernua L.
- Saxifraga granulifera Harry Smith
- Saxifraga hyperborea R.Br.
- Saxifraga radiata Small
- Saxifraga rivularis L.
- Saxifraga sibirica L.
- Saxifraga yoshimurae Miyabe & Tatew.